# World of Warcraft: Mists of Pandaria Soundtrack
World of Warcraft: Mists of Pandaria Soundtrack lub World of Warcraft: Mists of Pandaria Collector's Soundtrack – oficjalna ścieżka dźwiękowa z gry World of Warcraft: Mists of Pandaria, będącej czwartym dodatkiem do World of Warcraft. Skomponowana przez Russella Browera, Neala Acree, Sama Cardona, Edo Guidottiego oraz Jeremy'ego Soule'a i wydana 25 września 2012 przez Blizzard Entertainment  na płycie CD (dostępna tylko w edycji kolekcjonerskiej) i do cyfrowego ściągnięcia na stronie iTunes (w formacie m4a).

## Formaty i listy utworów
CD, digital download:
| Nr  | Tytuł utworu               | Długość |
| --- | -------------------------- | ------- |
| 1.  | „Heart of Pandaria”        | 7:56    |
| 2.  | „Why Do We Fight?”         | 3:43    |
| 3.  | „The Wandering Isle”       | 2:32    |
| 4.  | „Temple Of The Five Dawns” | 1:57    |
| 5.  | „The Traveler's Path”      | 5:48    |
| 6.  | „Way Of The Monk”          | 3:45    |
| 7.  | „SHA (Spirits of Hatred)”  | 3:50    |
| 8.  | „The August Celestials”    | 4:13    |
| 9.  | „Shado-Pan”                | 4:52    |
| 10. | „Thunder King”             | 2:08    |
| 11. | „The Path Of The Huojin”   | 4:19    |
| 12. | „Going Hozen”              | 2:26    |
| 13. | „Valley Of The Four Winds” | 5:32    |
| 14. | „The Path Of The Tushui”   | 5:14    |
| 15. | „Go Ask The River”         | 3:17    |
| 16. | „Townlong Steppes”         | 4:44    |
| 17. | „The Golden Lotus”         | 1:52    |
| 18. | „The Wisdom of Yu'Lon”     | 5:38    |
| 19. | „Stormstout Brew”          | 1:27    |
| 20. | „Serpent Riders”           | 2:32    |
|     |                            | 1:17:45 |

## Twórcy i personel pracujący nad ścieżką dźwiękową
- Skomponowana przez Russella Browera, Neala Acree, Sama Cardona, Edo Guidottiego i Jeremy'ego Soule'a z Blizzard Entertainment.
- Zaaranżowana przez Russella Browera, Neala Acree, Sama Cardona, Edo Guidottiego i Jeremy'ego Soule'a, M.W. Alexandera, Penkę Kounevę, Nicka Greera, Kurta Bestora, Larry'egp Kentona i Irę Hearshen.
- Za muzykę dodatkową odpowiada Derek Duke.
- Za wykonanie odpowiada Northwest Sinfonia Orchestra and Chorus oraz Simon James i David Sabee.

Źródło: